# Green Carnation
Green Carnation est un groupe de rock et metal progressif norvégien. Bien que peu connu du grand public, le groupe est suivi par les nombreux amateurs du genre. Événement notoire du metal progressif, la parution de Light of Day, Day of Darkness, un album constitué d'une seule piste de 60 minutes, reste à ce jour une des plus longues chansons du genre.

## Biographie

### Débuts et activités (1990–2006)

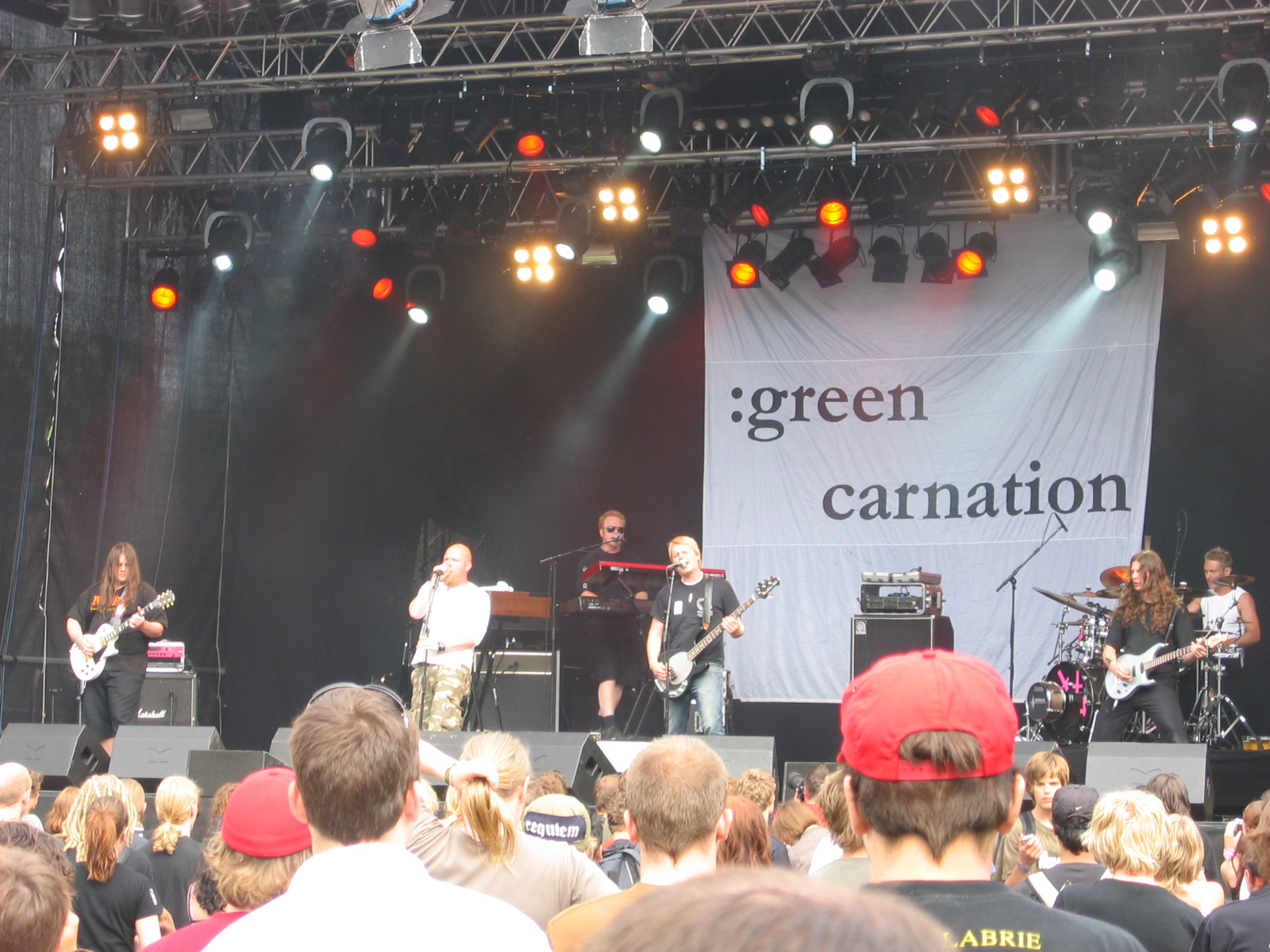
Green Carnation au Quart Festival en 2006.

Le groupe Green Carnation est formé en 1990 par Terje Vik Schei, aussi connu sous le pseudonyme Tchort, peu avant sa participation au groupe black metal Emperor, en tant que bassiste. Le départ de Tchort causa la scission du groupe et la création de In the Woods..., une formation de metal avant-gardiste par les membres restants. À l'époque, Green Carnation est essentiellement un groupe de death metal.
Tchort refonde le groupe en 1998 et sort Journey to the End of the Night. Ce premier album  allie le doom metal et le folk metal. En 2001, le groupe sort l'album Light of Day, Day of Darkness, ayant pour particularité d'être constitué d'une seule chanson d'une heure et cinq secondes. Cet album se tourne vers le metal progressif, rock progressif, le folk metal et le metal gothique.
La transition est aussi marquée par le changement de maison de disques en 2005, vers le label américain The End Records. The Quiet Offspring parait la même année. Le début 2006 marque la sortie de leur cinquième album studio, The Acoustic Verses.

### Séparation et retour (depuis 2007)
Un album intitulé The Rise and Fall of Mankind, second opus de la trilogie The Chronicles of Doom après Light of Day, Day of Darkness, était prévu pour la fin 2007, mais n'est toujours pas sorti à ce jour.
Le 20 février 2014, le groupe annonce sa reformation via sa page Facebook, ' pour un concert seulement.
Le 8 mai 2020 Green Carnation sort un nouvel album,  Leaves of Yesteryear, composé de 5 titres, d'une durée totale de 45 minutes.

## Membres

### Membres actuels
- Terje Vik Schei (a.k.a. Tchort) − guitare, paroles (1990-1991, 1998-2007, depuis 2014)
- Stein Roger Sordal − basse, chant, guitare, paroles (2001-2006, depuis 2014)
- Kjetil Nordhus − chant, paroles (2002-2006, depuis 2014)
- Kenneth Silden − piano, claviers (2005-2006, depuis 2014)
- Michael Krumins − guitare, theremin (2003-2006, depuis 2014)
- Tommy Jacksonville − batterie (2005-2006, depuis 2014)

### Anciens membres
- Christopher « C:M. » Botteri - basse (1990-1991, 1998-2001)
- Anders Kobro - batterie (1990-1991, 2001-2005)
- Christian « X » Botteri - guitare (1990-1991, 1998-2001)
- Richart Olsen - chant (1990-1991)
- Alf T. Leangel - batterie (1998-2001)
- Bjørn « Berserk » Harstad - guitare, (2001-2003, 2006)
- Bernt A Moen - claviers, piano (2001-2004, 2005)
- Oystein Tonnessen - claviers, piano (2004)

## Discographie

### Albums studio
- 1999 : Journey to the End of the Night
- 2001 : Light of Day, Day of Darkness
- 2003 : A Blessing in Disguise
- 2005 : The Quiet Offspring
- 2006 : The Acoustic Verses
- 2020 : Leaves of Yesteryear

### Autres parutions
- 1991 : Hallucinations of Despair (démo)
- 2004 : The Trilogy (coffret)
- 2004 : Alive and Well... In Krakow (DVD)
- 2005 : The Burden Is Mine... Alone (EP)
- 2007 : A Night under the Dam (DVD)